# Julien Mathieu
Julien Mathieu (* 22. April 1982) ist ein ehemaliger französischer Tennisspieler.

## Karriere
Mathieu spielte zwischen 1999 und 2000 auf der ITF Junior Tour. Dort nahm er im Einzel und Doppel je zweimal an Grand-Slam-Turnieren teil, wo sein bestes Resultat im Einzel das Achtelfinale bei den French Open 2000 war. In der Junioren-Rangliste erreichte er mit Platz 79 seine höchste Notierung.
Bei den Profis spielte Mathieu ab 2000 regelmäßig Turniere. Dabei war er vor allem auf der drittklassigen ITF Future Tour aktiv. 2001 und 2003 gewann er die einzigen Future-Titel jeweils im Doppel. Im Juli 2001 stand er mit Platz 735 in der Weltrangliste auch auf seiner höchsten Position. Im Einzel schaffte er erst 2002 das erste Mal ein Viertelfinale. 2006 und 2008 erreichte Mathieu die einzigen Endspiele im Einzel. Sein größter Erfolg war der Einzug ins Viertelfinale bei einem Turnier der ATP Challenger Tour 2004 in Luxemburg, wo er mit Jeff Salzenstein die Nummer 143 besiegte, was seinen größten Sieg gemessen am Ranking bedeutete. 2007 war Platz 562 im Einzel sein Karrierehoch.
Auch auf der ATP Tour kam Mathieu zu drei Auftritten, bei denen er allerdings immer auf eine Wildcard angewiesen war – 2007 und 2008 im Doppel in Metz sowie 2006 in Lyon. Keines der Matches konnte er gewinnen. In den Saison 2008 und 2009 spielte er in der 2. Tennis-Bundesliga für den TC Römerberg.
Nach 2008 nahm Mathieu bis 2015 noch gelegentlich Wildcards an, regelmäßig spielte er nicht mehr.